# RetroArch
RetroArch는 에뮬레이터, 게임 엔진, 비디오 게임과 미디어 플레이어를 위한 자유-오픈 소스 크로스 플랫폼 프론트엔드이다. libretro API의 참조 구현체로, 빠르고 가벼우며 포팅 가능하고 의존성이 없도록 설계되었다. GNU 일반 공중 사용 허가서(GPL) 버전 3로 라이선스된다.

## 역사
원래 이름은 SSNES였으며, 처음에는 byuu의 libretro의 전신 libsnes에 기반을 두었으며 2010년에 Hans-Kristian "themaister" Arntzen이 깃허브에 첫 변경사항을 커밋하면서 개발이 시작되었다. bsnes의 Qt 기반 인터페이스를 대체하기 위해 개발되었으나 더 많은 에뮬레이션 코어를 지원하는 수준으로 성장하였다. 2012년 4월 21일, SSNES는 공식적으로 명칭을 RetroArch로 변경하면서 이러한 방향 변화를 반영하였다.

## 지원 시스템
RetroArch는 어떠한 Libretro 코어라도 구동할 수 있다. RetroArch가 여러 플랫폼을 지원하지만 특정 코어를 사용할 수 있는지의 여부는 플랫폼마다 다르다.
아래는 RetroArch에 사용할 수 있는 시스템 및 기반 코어에 대한 표이다:
| 시스템                         | 기반                                         |
| ------------------------------ | -------------------------------------------- |
| 3DO                            | 4DO                                          |
| Arcade                         | MAME MESS FinalBurnAlpha                     |
| 아타리 2600                    | Stella                                       |
| 아타리 5200                    | Atari800                                     |
| 아타리 7800                    | ProSystem                                    |
| 아타리 재규어                  | Virtual Jaguar                               |
| 아타리 링크스                  | Mednafen Handy                               |
| 아타리 팰컨                    | Hatari                                       |
| 동굴 이야기                    | NXEngine                                     |
| 봄버맨                         | Mr. Boom                                     |
| CHIP-8                         | Emux                                         |
| 콜레코비전                     | blueMSX                                      |
| 코모도어 64                    | VICE                                         |
| 둠                             | PrBoom                                       |
| 드림캐스트                     | Redream Reicast                              |
| 패미컴 디스크 시스템           | Nestopia Higan                               |
| FFmpeg                         | FFmpeg                                       |
| 게임보이 / 컬러                | Emux Gambatte SameBoy TGB Dual Higan         |
| 게임보이 어드밴스              | Mednafen gpSP Meteor mGBA 비주얼보이어드밴스 |
| 닌텐도 게임큐브                | 돌핀                                         |
| 게임 기어                      | 제네시스 플러스 GX                           |
| MSX                            | fMSX blueMSX                                 |
| 네오지오 포켓 / 컬러           | Mednafen                                     |
| NEC PC-98                      | Neko Project II                              |
| 닌텐도 64                      | Mupen64Plus                                  |
| 패밀리 컴퓨터                  | higan Emux FCEUmm Nestopia UE QuickNES       |
| 닌텐도 DS                      | DeSmuME                                      |
| 닌텐도 3DS                     | Citra                                        |
| 마그나복스 오디세이²           | 마그나복스 오디세이²                         |
| PC-FX                          | Mednafen                                     |
| 슈퍼 32X                       | Picodrive                                    |
| 메가 CD/세가 CD                | 제네시스 플러스 GX                           |
| 메가 드라이브/제네시스         | 제네시스 플러스 GX                           |
| 세가 마스터 시스템             | PicoDrive Genesis Plus GX                    |
| 플레이스테이션 포터블          | PPSSPP                                       |
| 플레이스테이션                 | Mednafen PCSX ReARMed                        |
| 포켓몬 미니                    | PokeMini                                     |
| 퀘이크 1                       | TyrQuake                                     |
| 세가 새턴                      | Mednafen                                     |
| 슈퍼 NES                       | Bsnes Higan Snes9x                           |
| 툼 레이더                      | OpenLara                                     |
| PC 엔진 / PC 엔진 슈퍼그래픽스 | Mednafen                                     |
| PC 엔진                        | Mednafen                                     |
| 벡트렉스                       | VecXGL                                       |
| 버추얼 보이                    | Mednafen                                     |
| 원더스완                       | Mednafen                                     |
| ZX 스펙트럼                    | Fuse                                         |
| ZX81                           | EightyOne                                    |

## 같이 보기
- 비디오 게임 에뮬레이터 목록